# Lophiobrycon weitzmani
Espèce
Statut de conservation UICN

 EN  : En danger
Lophiobrycon weitzmani, unique représentant du genre Lophiobrycon, est une espèce de poissons d'eau douce téléostéens de la famille des Characidae (ordre des Characiformes).

## Répartition
Lophiobrycon weitzmani est endémique du Brésil. Cette espèce n'est connue que de sa localité type la bassin supérieur du rio Grande dans l’État du Minas Gerais.

## Description
La taille maximale, queue non comprise, est de 27 mm pour les femelles et de 29 mm pour les mâles. 

## Classification
Le genre Lophiobrycon et l'espèce Lophiobrycon weitzmani ont été décrits en 2003 par les ichtyologistes brésiliens Ricardo M. Castro (d), Alexandre C. Ribeiro (d), Ricardo C. Benine (d) et Alex L. A. Melo (d),.

## Étymologie
Le nom générique, Lophiobrycon, est la combinaison du grec ancien λόφος, lόphos, « crête », et du suffixe brycon propre à de nombreux genres de  Characidae et fait référence à la nageoire adipeuse des mâles matures dont la forme, allongée, ressemble à une crête.
L'épithète spécifique, weitzmani, a été donnée en l'honneur de l'ichtyologiste américain Stanley Howard Weitzman (d) (1927-2017) en reconnaissance de ses travaux fondateurs sur la systématique des Characiformes néotropicaux et, en particulier, ceux de la sous-famille des Glandulocaudinae,.

## Publication originale
- (en) Ricardo M. C. Castro, Alexandre C. Ribeiro, Ricardo C. Benine et Alex L. A. Melo, « Lophiobrycon weitzmani, a new genus and species of glandulocaudine fish (Characiformes: Characidae) from the rio Grande drainage, upper rio Paraná system, southeastern Brazil », Neotropical Ichthyology, Sociedade Brasileira de Ictiologia (d), vol. 1, no 1,‎ septembre 2003, p. 11-19 (ISSN 1679-6225 et 1982-0224, OCLC 56597180, DOI 10.1590/S1679-62252003000100002, lire en ligne).